# Magicians Holiday
Magicians Holiday es el primer álbum de estudio de la banda estadounidense The Gap Band. Fue publicado en junio de 1974 por el sello discográfico Shelter Records.

## Antecedentes
The Gap Band estaba formada por tres hermanos: Charlie, Ronnie y Robert Wilson, junto con otros miembros; recibió su nombre de las calles (Greenwood, Archer y Pine) del histórico barrio de Greenwood en la ciudad natal de los hermanos, Tulsa, Oklahoma. La banda recibió su primera gran oportunidad al ser la banda de apoyo del álbum Stop All That Jazz del músico Leon Russell.

## Grabación y contenido
Las sesiones de Magicians Holiday tuvieron lugar en el estudio de Russell, Shelter Church Studio, en Tulsa, Oklahoma. Buddy Jones produjo Magicians Holiday y Kirk Bressler se desempeñó como ingeniero de audio. Una vez completas las sesiones de grabación, Bob Margouleff y Malcolm Cecil mezclaron el álbum en Record Plant, un estudio ubicado en Los Ángeles, California. Kent Duncan, que mezcló Stop All That Jazz, masterizó el álbum en su estudio Kendun Recorders. Jones jugó un papel importante en el álbum como escritor de letras de la música de Charles Wilson. De las siete pistas que escribieron juntos para el álbum, «Bad Girl» y «Loving You Is Everything» tenían a Wayne Perkins tocando la guitarra. Kay Poorboy coescribió «Easy Life› con Buddy, y el trompetista Tom Lokey escribió «I-Yike-It» y «Tommy's Groove». Jamie Oldaker fue contratado para tocar la batería en «Easy Life».

## Lanzamiento
Magicians Holiday fue publicado en junio de 1974 a través del sello Shelter Records y se convirtió en el primer álbum de estudio de the Gap Band. Se publicó como un LP de vinilo y contenía cinco temas en cada lado del disco. A diferencia de sus lanzamientos posteriores, Magicians Holiday no logró posicionarse en las listas musicales de la revista Billboard, particularmente la lista Soul LPs.
En su autobiografía de 2015, I Am Charlie Wilson, Wilson declaró: “Puedo entender por qué el álbum, el primero que grabamos como banda, no llegó a ninguna parte; era una pieza para músicos que desafiaba la categoría. Honestamente, estábamos atrapados entre cómo tocar y cómo grabar. Leon estaba buscando que fuéramos un grupo de himnos de rock negro con algo de funk y góspel mezclados, y estábamos ocupados tratando de descubrir algo más. ¿Seguimos siendo funky? ¿Seguimos siendo góspel? ¿Intentamos capturar la magia que creamos en el escenario de los clubes? En ese álbum, tocábamos ritmos como si estuviéramos tocando frente a un grupo de fanáticos en las primeras horas de la madrugada de un domingo: las canciones duraban quince minutos y nos tomábamos la mitad de eso para llegar al puente, simplemente tocando un melodía que fácilmente podría haberse dividido en tres o cuatro canciones cuando la aguja se deslizó por la cera hasta el final del disco. No sabíamos cómo poner formatos en los ritmos, cómo convertirlos en dispositivos aptos para la radio. Ni siquiera entendíamos qué era lo radiofónico: grabábamos música para gente con orientación musical, no para la radio. Así que Magicians Holiday surgió de nuestro corazón, pero era un disco de músico. Cada disco que grabamos hasta 1977 fue un disco de músico. No estábamos preparados para salir al aire y es por eso que esos primeros discos no se vendieron”.

## Lista de canciones
Todas las canciones escritas y compuestas por Buddy Jones y Charles Wilson, excepto donde esta anotado. 
| Lado uno |                              |              |          |  |
| N.º      | Título                       | Escritor(es) | Duración |  |
| 1.       | «I-Yike-It»                  | Tom Lokey    | 2:46     |  |
| 2.       | «Backbone»                   |              | 2:36     |  |
| 3.       | «After All Is Said and Done» |              | 3:25     |  |
| 4.       | «Fontessa Fame»              |              | 4:30     |  |
| 5.       | «You Can Always Count on Me» |              | 5:00     |  |

| Lado dos |                            |                   |          |  |
| N.º      | Título                     | Escritor(es)      | Duración |  |
| 1.       | «Bad Girl»                 |                   | 3:30     |  |
| 2.       | «Easy Life»                | Jones Kay Poorboy | 3:50     |  |
| 3.       | «Loving You Is Everything» |                   | 3:40     |  |
| 4.       | «Tommy's Groove»           | Lokey             | 3:32     |  |
| 5.       | «Magicians Holiday»        |                   | 2:53     |  |

## Créditos y personal
Créditos adaptados desde las notas de álbum de Magicians Holiday.
The Gap Band
- Charles Wilson – voz principal y coros, piano, clavinet, órgano
- Ronnie Wilson – coros, trompeta
- Robert Wilson – coros, bajo eléctrico
- Roscoe Smith – batería
- O'Dell Stokes – guitarra
- Tommy Lokey – trompeta
- Alvin Jones – trombón
- Chris Clayton – saxofón
- Carl Scoggins – conga, percusión

Músicos adicionales
- Jamie Oldaker – batería en «Easy Life»
- Wayne Perkins – guitarra en «Bad Girl» y «Loving You Is Everything»
- Tuck Andress – guitarra en «Tommy's Groove»

Personal técnico
- Buddy Jones – productor
- Kirk Bressler – ingeniero de audio
- Bob Margouleff – mezclas
- Malcolm Cecil – mezclas
- Kent Duncan – masterización
- Tom Wilkes – fotografía de portada, diseño
- Gaylord Heron – fotografía de contraportada